# 李平 (言語学者)
李平（りへい、ping li）はアメリカの心理言語学者、認知科学者。神経ネットワークモデルや第二言語の獲得を専門とする。マックス・プランク心理言語学研究所でMelissa Bowerman の指導を受け、ライデン大学で博士号を取得。